# کی‌اوی
کی‌اوی (به ژاپنی: 紀尾井町 kioichou) یک منطقه مسکونی در چیودا-کو، توکیو است. هتل نیو اوتانی توکیو و دانشگاه جوسای در این منطقه قرار دارد.